# 沓沢周一郎
沓沢 周一郎（くつざわ しゅういちろう、1969年5月3日 - ）は、日本の俳優。東京都出身。東京都立三鷹高等学校を経て立教大学法学部法律学科を卒業。
ミュージカル中心で活躍する舞台俳優で、学生時代からジャズダンス、バレエを学ぶ。法学部で学び、中学社会、高校公民の教員免許も持っている。特技は、彫金とテニス。芸名は初め修一郎だったが、周一郎に変更した。

## 芸歴
劇団四季の「キャッツ」、「人間になりたがった猫」、「ウエストサイドストーリー」、「コーラスライン」ほか、東宝ミュージカル「レ・ミゼラブル」など多数。